# Stefana Veljković
Stefana Veljković, född 9 januari 1990 i Jagodina, är en serbisk volleybollspelare (center). 
Hon har med Serbiens damlandslag i volleyboll tagit guld vid världsmästerkspet 2018 och vid europamästerskapen 2017 och 2019. Veljković blev olympisk silvermedaljör i volleyboll vid sommarspelen 2016 i Rio de Janeiro. och bronsmedaljör vid sommarspelen 2021 i Tokyo.
På klubbnivå har Veljković spelat för nedanstående klubbar:
| Klubb                                                      | Liga, Land              | År        | Titlar |
| ---------------------------------------------------------- | ----------------------- | --------- | --- |
| OK Jagodina                                                | Serbien                 | 2002-2003 | |
| ŽOK Poštar                                                 | superliga, Serbien      | 2004-2008 | serbien-montenegrisk mästare 2005/2006, serbisk mästare 2006/2007 och 2007/2008, serbiska cupen 2006/2007 och 2007/2008 |
| OK Röda stjärnan Belgrad                                   | superliga, Serbien      | 2008-2010 | serbisk mästare 2009/2010, serbiska cupen 2009/2010                                                                     |
| Asystel Volley                                             | Serie A1, Italien       | 2010-2012 | |
| Gruppo Sportivo Oratorio Pallavolo Femminile Villa Cortese | Serie A1, Italien       | 2012-2013 | |
| Galatasaray SK                                             | Sultanlar Ligi, Turkiet | 2013-2014 | |
| Chemik Police                                              | Tauron Liga, Polen      | 2014-2018 | polsk mästare 2014/2015,2015/2016,2016/2017 och 2017/2018, polska cupen 2015/2016 och 2016/2017                         |
| AGIL Volley                                                | Serie A1, Italien       | 2018-     | CEV Champions League 2018/2019, italienska cupen 2018/2019                                                              |